# MJ (Marvel Cinematic Universe)
Michelle Jones-Watson, meglio nota come MJ, è un personaggio interpretato da Zendaya nel media franchise del Marvel Cinematic Universe (MCU). MJ è un personaggio originale del media franchise che rende omaggio a Mary Jane "MJ" Watson, interesse amoroso ricorrente dell'Uomo Ragno nei fumetti e in diversi altri media.
Viene rappresentata come una compagna di classe intelligente e irriverente di Peter Parker in Spider-Man: Homecoming, diventando il suo interesse romantico nel sequel Spider-Man: Far from Home, un aspetto unico per i personaggi originali del franchise del MCU e per i precedenti film sull'Uomo Ragno. Ritorna in Spider-Man: No Way Home, dove aiuta Peter, Ned e il Dottor Strange a catturare i cattivi arrivati nel loro universo attraverso il multiverso. Il suo coinvolgimento romantico nella vita personale di Peter alla fine viene annullato a causa di un incantesimo di Strange che  cancella definitivamente la memoria dell'identità civile di Parker, inclusi i suoi precedenti legami che aveva stretto con amici, persone care e alleati. Il personaggio ha ricevuto un'accoglienza positiva dopo l'uscita di Homecoming come forte membro del cast di supporto femminile, ricevendo inoltre il Saturn Award per la miglior attrice non protagonista per il suo ruolo in Far from Home.

## Biografia del personaggio
Michelle Jones-Watson nasce il 10 giugno 2001 a New York; viene fatto intendere nei film che ha una vita famigliare complicata e fatica a relazionarsi con gli altri, ragion per cui assume un comportamento sarcastico ed esageratamente schietto, così da allontanare le persone.

### Vita scolastica
MJ è una delle studentesse più brillanti e intelligenti della Midtown School of Science and Technology; tende a isolarsi e a prendere in giro bonariamente i suoi compagni, facendo osservazioni argute durante conversazioni altrui. È membro del decathlon accademico insieme a Peter Parker, Ned Leeds, Liz Toomes e Flash Thompson; nel 2016, parte per Washington con la squadra per partecipare alle finali nazionali e dà la risposta che porta il suo gruppo alla vittoria. È l'unica a non salire sul monumento a Washington in quanto "costruito dagli schiavi" e avverte il sopraggiunto Spider-Man che i suoi compagni e insegnanti sono in pericolo quando la costruzione rischia di crollare. In seguito alla partenza di Liz, diventa il capitano della squadra di decathlon accademico e impara a relazionarsi maggiormente con i compagni di squadra.

### Il viaggio in Europa
Nel 2018, MJ viene eliminata dal Blip, venendo riportata in vita nel 2023. Nel 2024, partecipa a una gita scolastica con i compagni per l'Europa. Peter, che si è infatuato di lei, intende approfittarne per dichiararsi, ma viene contrastato da un altro loro compagno, Brad Devis. MJ intuisce che Parker è Spider-Man, affrontandolo sull'argomento; i due, insieme a Ned, scoprono che l'eroe Quentin Beck / Mysterio è in realtà un truffatore che ha inscenato la minaccia degli Elementari per far credere a tutti di essere un eroe; Peter cerca di avvertire Nick Fury e Maria Hill, ma viene scoperto da Mysterio, il quale cerca di uccidere il ragazzo e progetta di eliminare anche MJ, Ned, e altri loro compagni che potrebbero conoscere la verità sul suo conto. A Londra, MJ e Ned sono quindi costretti a fuggire insieme a Happy Hogan per scampare a dei droni inviati da Beck per ucciderli. Al termine della battaglia, MJ si ricongiunge con Peter e i due si confessano i reciproci sentimenti e si baciano.
I due tornano a New York come una coppia e, poco tempo dopo, Peter fa fare un giro a MJ per la città saltando da un palazzo all'altro nei panni di Spider-Man. Assistono poi a una diretta televisiva nella quale il giornalista J. Jonah Jameson del TheDailyBugle.net pubblica un video falsificato realizzato Mysterio nei suoi ultimi istanti di vita (inviatogli dai soci di Mysterio), nel quale il criminale incastra Spider-Man per la battaglia di Londra nella quale è morto Beck, rivelando pubblicamente la vera identità di Peter.

### Invasione multiversale
Dopo lo smascheramento pubblico di Parker, lui ed MJ vengono interrogati dal Damage Control con May Parker e Ned per le responsabilità di Spider-Man nella battaglia di Londra e nella morte di Mysterio. L'avvocato Matt Murdock riesce a far cadere le accuse, ma Peter e i suoi amici si ritrovano ugualmente vittime dell'opinione pubblica, a causa della quale lui, Ned e MJ vengono rifiutati da ogni college a cui hanno fatto domanda. Addolorato per le ripercussioni subite dagli amici, Parker consulta lo stregone Stephen Strange per lanciare un incantesimo che faccia dimenticare alle persone che lui è Spider-Man; a causa di alcune correzioni richieste da Peter all'incantesimo mentre sta per essere lanciato, l'incantesimo viene corretto e numerosi criminali avversari di Spider-Man giungono da altri universi.
MJ e Ned aiutano Peter a rintracciare e a catturare alcuni di loro; tuttavia, dopo aver appreso che nei loro universi sono destinati a morire combattendo Spider-Man, i ragazzi si oppongono al riportarli indietro e Peter decide di realizzare una cura per ciascuno delle loro condizioni che li ha condotti alla follia, consegnando a Ned e MJ il dispositivo che permetterà loro di riportare i criminali nei loro universi. Norman Osborn viene però posseduto dall'identità del Goblin e convince gli altri criminali a ribellarsi, portando alla morte di May e alla fuga di Peter. Dopo aver appreso l'accaduto, Ned cerca di usare l'anello magico di Strange per rintracciare Peter, ma per errore richiama altre due varianti universali di Spider-Man giunti da altri universi. Ned e MJ rintracciano Parker su un tetto e lo confortano, convincendolo a fidarsi dei suoi sé alternativi per curare i criminali e riportarli nel loro mondo.
I tre eroi combattono i criminali sulla statua della Libertà e Ned e MJ vengono coinvolti nello scontro. Durante un attacco, MJ precipita e Osborn impedisce a Peter di prenderla al volo, ma la ragazza viene salvata dalla variante di Parker soprannominata "Peter-Tre", la quale aveva perso la sua ragazza, Gwen Stacy, in una circostanza simile. Per impedire all'incantesimo di Strange di andare del tutto fuori controllo, Peter convince Strange a far sì che tutti dimentichino l'esistenza di Peter Parker, inclusi i suoi cari. Peter dà un ultimo saluto a MJ e Ned, promettendo loro di raggiungerli per spiegare quanto accaduto e farli ricordare. Peter in seguito considera l'idea di rivelare tutto ai suoi due amici, decidendo però poi di non farlo.

## Caratterizzazione

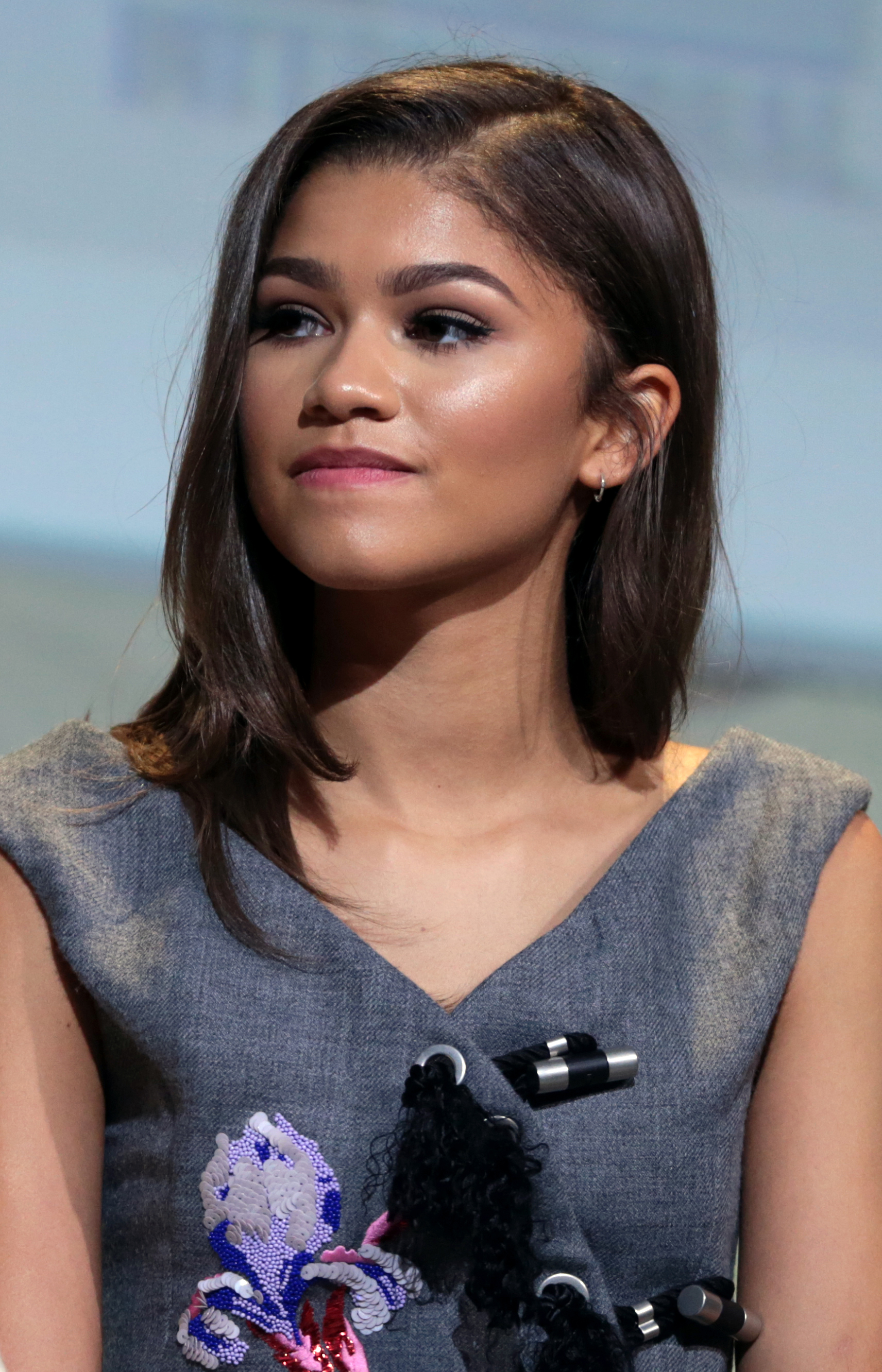
Zendaya interpreta il personaggio nel MCU

Nel Marvel Cinematic Universe, MJ è interpretata dall'attrice Zendaya come una compagna di classe di Peter Parker alla Midtown School of Science and Technology e compagna di squadra nella squadra di decathlon accademico. È raffigurata come politicamente attiva con opinioni critiche e una solitaria che afferma di evitare l'amicizia. Zendaya ha descritto il personaggio come «molto schivo, goffo, intellettuale». Questo si manifesta talvolta nella forma del sarcasmo deadpan, come quando chiama Peter e Ned "perdenti" per aver guardato da lontano la cotta del primo, Liz. Tra i suoi insoliti hobby c'è quello di frequentare la detenzione a scuola semplicemente per "disegnare persone in crisi".
A differenza dei precedenti personaggi femminili di supporto nei film sull'Uomo Ragno, come Mary Jane Watson nella trilogia di Sam Raimi e Gwen Stacy nella serie di film The Amazing Spider-Man, MJ non è né una damigella in pericolo né un interesse romantico all'inizio del suo arco narrativo.
Nel terzo film, viene salvata dopo una caduta dall'iterazione di Spider-Man di Andrew Garfield, provocando un momento emozionale per quest'ultimo non essendo stato in grado di salvare Gwen Stacy da un fato simile durante gli eventi di The Amazing Spider-Man 2 - Il potere di Electro.

## Concezione e sviluppo
«Ha un guardaroba davvero fantastico, davvero divertente, molti cenni letterari. Mi piace l'idea che sia una vera lettrice e amante dei libri. Ha sempre una grande pila di libri che porta in giro, che ho scelto e su cui sono ossessionato.»

— Jon Watts, regista
Stando a John Francis Daley, il co-sceneggiatore di Spider-Man: Homecoming, MJ nasce come una reinterpretazione di Mary Jane Watson. Nonostante il suo soprannome sia un omaggio al personaggio dei fumetti e degli altri media sull'Uomo Ragno, il presidente dei Marvel Studios Kevin Feige ha confermato che si tratta di un personaggio originale del Marvel Cinematic Universe. Feige ha aggiunto: «Peter ha avuto molti amici nel corso degli anni nei fumetti, e molti compagni di scuola e personaggi con cui ha interagito. Non era solo Mary Jane Watson; non era solo Gwen Stacy; non era solo Harry Osborn. Quindi eravamo molto interessati agli altri personaggi, ed è da lì che viene Liz ed è da lì che viene la versione del personaggio di Michelle». Jon Watts, regista di Homecoming, Far from Home e No Way Home, ha paragonato il personaggio alla Allison Reynolds di Ally Sheedy da Breakfast Club e alla Lindsay Weir di Linda Cardellini da Freaks and Geeks.
Il nome completo del personaggio è Michelle Jones-Watson, rivelato per la prima volta in Spider-Man: No Way Home. Fino a quel momento, è stata chiamata solo una volta Michelle ed era principalmente conosciuta con il soprannome di MJ; sebbene il nome "Michelle Jones" fosse stato usato in un articolo di Variety, diffondendosi rapidamente tra la stampa e i fan, esso non fu mai usato in nessun media ufficiale fino all'uscita di No Way Home.

## Accoglienza

### Controversie sul casting

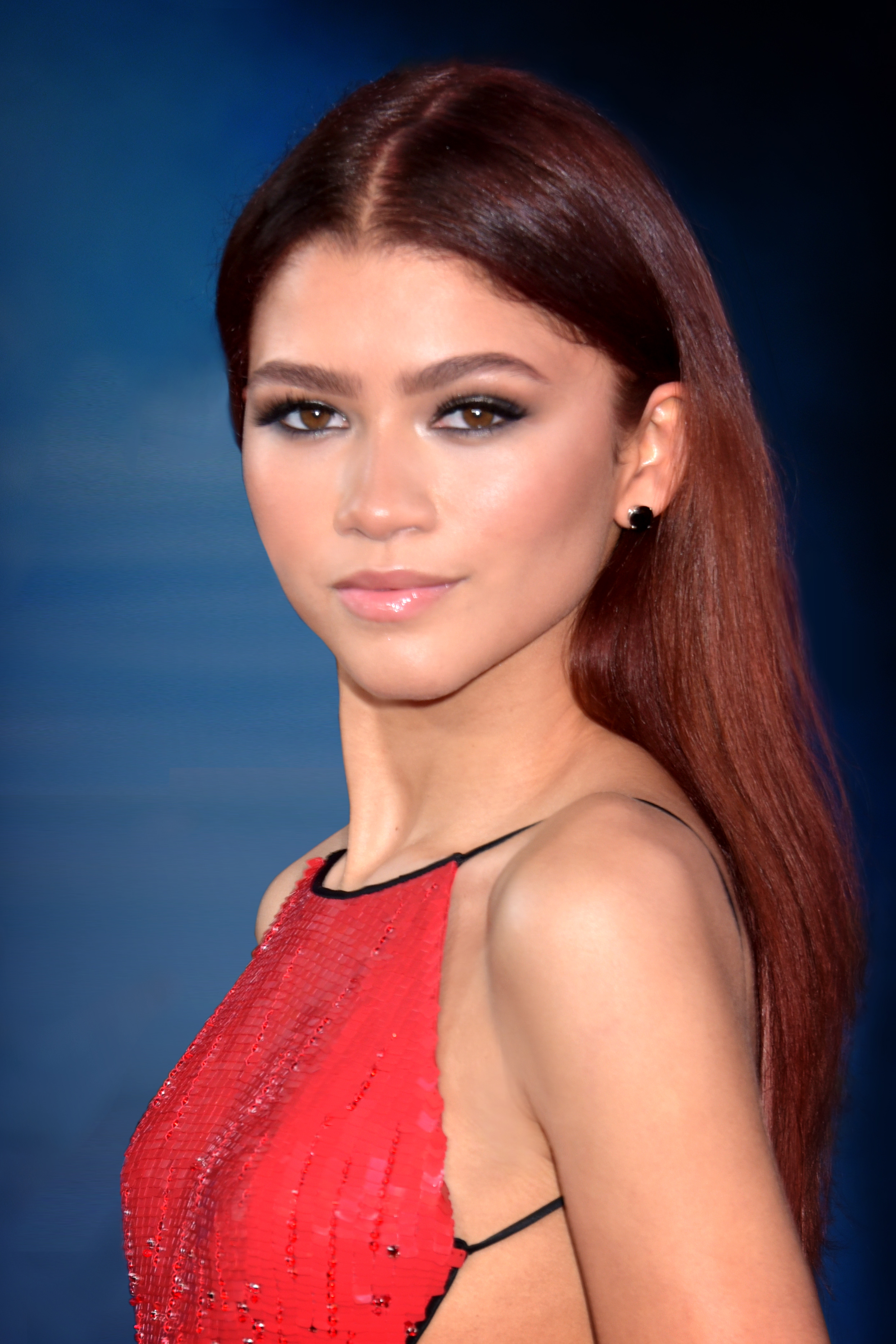
Zendaya all'anteprima di Spider-Man: Far from Home nel 2019

Dopo l'annuncio del casting di Zendaya, vi furono una serie di polemiche e speculazioni incentrate sul fatto che Zendaya, un'attrice afroamericana, avrebbe interpretato Mary Jane Watson. Tra coloro che presero le parti di Zendaya vi furono James Gunn, il regista della serie di film sui Guardiani della Galassia, e il co-creatore di Mary Jane, Stan Lee. Zendaya ha risposto alle voci che affermavano avrebbe interpretato Mary Jane in un'intervista a The Hollywood Reporter dicendo:
Zendaya ha anche confermato che, nonostante la confusione, lei è "Michelle al 100%" e non Mary Jane come ipotizzato da molti. Comunque, il suo nome completo si rivela essere Michelle Jones-Watson in No Way Home (condividendo il cognome di Mary Jane), nonostante il personaggio affermi di non voler usare il nome "Watson".

### Reazioni all'interpretazione
Il personaggio di MJ ha avuto un'accoglienza positiva in Homecoming da parte dei critici cinematografici, con Zendaya definita una "ruba scena" nel suo primo ruolo importante in un film, nonostante il suo tempo limitato sullo schermo. Caitlin Busch di Inverse si è detta grata che non fosse Mary Jane Watson e ha ritenuto che il personaggio originale funzionasse meglio per il film.
Il personaggio ha anche ricevuto una risposta positiva da una prospettiva femminista, specialmente in Spider-Man: Far From Home. Karen Han di Polygon ha ritenuto che il personaggio fosse una rappresentazione positiva di personaggi femminili forti, mentre Vanity Fair ha inoltre notato come MJ non fosse ritratta come una guerriera come la Peggy Carter di Hayley Atwell, la Nakia di Lupita Nyong'o o la Hope di Evangeline Lilly, ma nemmeno una classica "damigella in pericolo", dichiarandola "la MJ di cui abbiamo bisogno e che ci meritiamo". La sua personalità ha ricordato ad alcuni giornalisti quella di Daria Morgendorff. Rachel Leishman di The Mary Sue ha descritto la versione MCU di MJ come estremamente importante nella vita di Peter Parker.
Il trio formato da MJ, Peter Parker e Ned Leeds è stata accolta con entusiasmo dalla critica in No Way Home: Pete Hammond di Deadline Hollywood lo ha definito "inestimabile" e Brian Lowry della CNN ha notato che la relazione dei tre personaggi era più matura. Anche Sam Machkovech di Ars Technica ha elogiato la chimica del trio, osservando che nel secondo film sia MJ che Ned avevano una sorta di rivalità tra di loro per gli affetti di Peter, mentre in No Way Home sono legati maggiormente. La chimica in Spider-Man: No Way Home tra MJ e Parker è stata elogiata da Brian Tallerico di RogerEbert.com, il quale ha affermato che si tratta del primo film nella quale la loro relazione "risplende". Ha anche notato, "lei imprime i battiti finali emotivi del suo personaggio in un modo tale che aggiunge peso a un film che può apparire un po' arido in termini di performance". Anche Don Kaye di Den of Geek ha elogiato la chimica di MJ con Parker e ha anche notato che sia lei che Batalon "forniscono un dolce sollievo comico". Jennifer Bisset di CNET ha descritto il suo ruolo come molto più importante nel terzo film, notando che il ruolo di Zendaya evidenzia una crescita nel suo personaggio, così come Eli Glasner di CBC News.

### Riconoscimenti
Zendaya ha ricevuto numerosi premi e candidature per la sua interpretazione di MJ.
| Anno | Opera                     | Premio                       | Categoria                                 | Risultato  | Riferimenti |
| ---- | ------------------------- | ---------------------------- | ----------------------------------------- | ---------- | ----------- |
| 2017 | Spider-Man: Homecoming    | Teen Choice Awards           | Miglior Star Emergente in un film         | Candidata  | [ 39 ]      |
| 2017 | Spider-Man: Homecoming    | Teen Choice Awards           | Miglior attrice in un film dell'estate    | Vincitrice | [ 39 ]      |
| 2018 | Spider-Man: Homecoming    | Kids' Choice Awards          | Attrice cinematografica preferita         | Vincitrice | [ 40 ]      |
| 2018 | Spider-Man: Homecoming    | Saturn Awards                | Miglior attore emergente                  | Candidata  | [ 41 ]      |
| 2019 | Spider-Man: Far From Home | Teen Choice Awards           | Miglior attrice in un film dell'estate    | Vincitrice | [ 42 ]      |
| 2019 | Spider-Man: Far From Home | Saturn Awards                | Miglior attrice non protagonista          | Vincitrice | [ 43 ]      |
| 2019 | Spider-Man: Far From Home | People's Choice Awards       | Star femminile in un film del 2019        | Vincitrice | [ 44 ]      |
| 2020 | Spider-Man: Far From Home | Kids' Choice Awards          | Attrice cinematografica preferita         | Candidata  | [ 45 ]      |
| 2022 | Spider-Man: No Way Home   | Critics' Choice Super Awards | Migliore attrice in un film sui supereroi | Candidata  | [ 46 ]      |
| 2022 | Spider-Man: No Way Home   | Kids' Choice Awards          | Attrice cinematografica preferita         | Vincitrice | [ 47 ]      |
| 2022 | Spider-Man: No Way Home   | MTV Movie & TV Awards        | Miglior bacio                             | Candidata  | [ 48 ]      |
| 2022 | Spider-Man: No Way Home   | BET Awards                   | Miglior attrice                           | Vincitrice | [ 49 ]      |
| 2022 | Spider-Man: No Way Home   | Saturn Awards                | Miglior attrice                           | Candidata  | [ 50 ]      |

## Altri media
Una skin basata su MJ è stata aggiunta a Fortnite Battle Royale nel dicembre 2021 in concomitanza con l'uscita di Spider-Man: No Way Home, insieme a una skin basata sullo Spider-Man di Tom Holland.